# Polar Similar
Polar Similar es el séptimo álbum de estudio de la banda estadounidense de metalcore Norma Jean. El álbum se lanzó el 9 de septiembre de 2016 a través de Solid State Records, el primer lanzamiento de la banda en el sello desde The Anti Mother (2008). Este es el único lanzamiento de Norma Jean con el guitarrista Phillip Farris y el último con el bajista John Finnegan y el baterista Clayton Holyoak.
Tras la salida del guitarrista Chris Day en 2015, Polar Similar es el primer álbum de Norma Jean sin miembros originales.

## Antecedentes y grabación
El álbum se grabó en enero de 2016 en los estudios Pachyderm de Cannon Falls, Minnesota, donde artistas como Nirvana, Failure, PJ Harvey y Explosions in the Sky han grabado álbumes. El álbum fue producido por Josh Barber y la banda.
El título de la canción "Everyone Talking Over Everyone Else" es un homenaje a Lemmy Kilmister de Motörhead, mientras que la canción en sí misma trata sobre una relación abusiva que mantuvo el vocalista Cory Brandan. "1,000,000 Watts" es una de las pocas canciones de la banda con blasfemias en la letra, algo controvertido en la escena musical cristiana, por el uso de la palabra "fuck" hacia el final.

## Lanzamiento
"1,000,000 Watts" fue la primera canción del álbum, estrenada el 14 de junio de 2016. El álbum se lanzó el 9 de septiembre a través de Solid State Records, el primer lanzamiento de la banda con el sello desde The Anti Mother (2008). Cuatro días después, el 13 de septiembre, se lanzó el video musical de la canción "Everyone Talking Over Everyone Else". El video, dirigido por Anthony Altamura, muestra a la banda interpretando la canción en una habitación con poca luz, junto con imágenes de personas en relaciones abusivas.

## Lista de canciones
Todas las canciones escritas y compuestas por Norma Jean. 
| N.º | Título                                                 | Duración |  |
| 1.  | «I. The Planet»                                        | 3:03     |  |
| 2.  | «Everyone Talking Over Everyone Else»                  | 3:27     |  |
| 3.  | «Forever Hurtling Towards Andromeda» (con Sean Ingram) | 2:16     |  |
| 4.  | «1,000,000 Watts»                                      | 4:28     |  |
| 5.  | «II. The People»                                       | 2:14     |  |
| 6.  | «Death Is a Living Partner»                            | 2:18     |  |
| 7.  | «Synthetic Sun»                                        | 3:50     |  |
| 8.  | «Reaction»                                             | 5:42     |  |
| 9.  | «III. The Nebula»                                      | 3:16     |  |
| 10. | «The Close and Discontent»                             | 2:34     |  |
| 11. | «An Ocean of War»                                      | 3:28     |  |
| 12. | «A Thousand Years a Minute»                            | 5:58     |  |
| 13. | «IV. The Nexus»                                        | 10:40    |  |

| Bonus Track |                        |          |  |
| N.º         | Título                 | Duración |  |
| 14.         | «Children of the Dead» | 3:07     |  |

## Personal
Norma Jean
- Cory Brandan – voz, guitarra
- Jeff Hickey – guitarra
- Phillip Farris – guitarra
- John Finnegan – bajo
- Clayton Holyoak – batería, percusión auxiliar